# Класическа китара
Класическата китара, също наричана Испанска китара е музикален инструмент от групата на струнните инструменти. Тя е от семейството на лютните. Подобни инструменти са открити 2000 години пр. Хр. Преди да добие съвременния си вид, китарата търпи редица промени. Добавят се и се премахват струни, модифицира се формата, тялото, грифа. В Европа китарата е пренесена от маврите през VIII в. В съвременния си вид съществува от втората половина на 17 век.
Названието „класическа китара“ е неясно и объркващо тъй като може се отнася до поне три различни понятия:
- Техника на изпълнение – звукът се извлича от отделните струни, използвайки ноктите или върховете на пръстите на ръката.
- Репертоар – всеки репертоар може да бъде (и е), изпълняван на класическа китара. Както и при всеки друг инструмент не може да се направи стриктно разделение по такъв признак. Отделно от това изпълнителите на класическа китара много често изпълняват произведения композирани за най-различни други инструменти.
- Форма, конструкция и материали – тези параметри на съвременните класически не са претърпели съществени промени от началото на 20 век, когато в употреба навлизат струните от найлон.

Класическата китара има шест струни с основен строй – e1, b, g, d, A, E (ми от първа октава, си, сол, ре от малка октава, ла, ми от голяма октава). Известни са многобройни експерименти с добавяне на струни, като например десетструнната китара на Фердинандо Карули, но никой от тях не е получил широко разпространение с изключение на популярната през 18 – 19 век в Русия седемструнна китара.

## Характерни особености
Съвременната класическа китара има следните характерни особености:
- Тя е акустичен инструмент. Звукът се усилва единствено благодарение на формата на корпуса и акустичните качества на използваната дървесина.
- Има шест струни. Някои класически китари имат 7 или 8 струни за увеличаване на басовия диапазон. Седемструнна китара е руската класическа китара.
- Струните са изработени от синтетичен материал най-често найлон. В миналото са изработвани от животински черва. Последните три струни (4-та, 5-а и 6-а) са увити с метал, най-често никел, но сърцевината им е от найлон. По-рядко се среща трета увита струна.
- Поради слабото обтягане на струните, грифът се изработва изцяло от дърво без да има нужда от усилване с метален прът.
- Грифът е значително по-широк, а струните са на по-голямо разстояние от него, отколкото на китарите с метални струни. От една страна това улеснява „намирането“ на определена нота, но от друга изисква значително по-големи усилие от пръстите по време на свирене например при баре.
- Класическите китари имат само 12 прагчета между главата и тялото на китарата, докато при китарите с метални струни обикновено има 14 и повече прагчета.
- Плочката на грифа традиционно е изцяло черен без никакви маркери. Ако изобщо има такива те са отстрани от „горната“ страна т.е. откъм 6-а струна (мнозинството китаристи държат китарата с лява ръка върху грифа и използват дясната за звукоизвличане при което 6-а струна се намира най-близко до лицето на китариста).
- Класическите китари по принцип се правят без плочка, която да предпазва горната страница на корпуса на китарата. Тъй като при класическата китара не се предполага използването на перце няма нужда от подобна защита а всеки допълнителен детайл влошава акустиката на инструмента. Изключение правят китарите за фламенко където се използват много удари с пръсти и нокти по корпуса, но те по принцип се считат за отделен тип китари тъй като имат и други конструктивни особености.
- Тоновият обхват на китарата е от Ми на голяма до Си на трета октава.
- На класическа китара по традиция се свири без усилване на звука, но при изпълнения на шумни места може да се използва микрофон пред или вътре в корпуса на китарата.
- Свиренето на класическа китара предполага и „класическа постановка“ на изпълнителя, въпреки че това е въпрос както лични предпочитания, така и на възгледи на различните школи. Най-често срещаната постановка е с корпус на китарата лежащ на лявото бедро и гриф разположен под ъгъл около 45° спрямо пода. Тази позиция изисква повдигане на левия крак с помощта на стъпенка.